# تیتونکا (آیووا)
تیتونکا (به انگلیسی: Titonka) شهری در ایالت آیووا کشور ایالات متحده آمریکا است که جمعیت آن در سرشماری سال ۲۰۱۰ میلادی، ۴۷۶ نفر بوده‌است.